# Кианке
Киа̀нке (на италиански: Chianche) е село и община в Южна Италия, провинция Авелино, регион Кампания. Разположено е на 356 m надморска височина. Населението на общината е 571 души (към 2010 г.).